# 2002 في جمهورية أيرلندا
فيما يلي قوائم الأحداث التي وقعت خلال عام 2002 في جمهورية أيرلندا.

## سياسة

### تعيين في المنصب
- 1 يناير – ماري أورورك رئيس  مجلس الشيوخ الأيرلندي [الإنجليزية]‏،عضو مجلس الشيوخ من أيرلندا.
- 5 يونيو – إندا كيني زعيم فاين جايل [الإنجليزية]‏، زعيم المعارضة [الإنجليزية]‏،نائب دييل.
- 6 يونيو – بريان كوين نائب دييل.
- 6 يونيو – بيرتي أهرن نائب دييل.
- 6 يونيو – جوان بيرتون نائب دييل.
- 6 يونيو – جون بروتون نائب دييل.
- 6 يونيو – سيل دي فاليرا نائب دييل.
- 6 يونيو – شون هوهي نائب دييل.
- 6 يونيو – شيموس باتيسون نائب دييل.
- 6 يونيو – ماري هارني نائب دييل.
- 6 يونيو – مايكل دانييل هيجينز نائب دييل.
- 6 يونيو – مايكل سميث نائب دييل.
- 6 يونيو – نويل أهيرن نائب دييل.

### انتهاء فترة المنصب
- 1 يناير – ماري أورورك زعيم  فيانا فايل [الإنجليزية]‏،نائب دييل،وزير النقل والسياحة والرياضة [الإنجليزية]‏.
- 25 أبريل – آلان الدوقات نائب دييل.
- 25 أبريل – ألبرت رينولدز نائب دييل.
- 25 أبريل – أوستن كوري نائب دييل.
- 25 أبريل – إندا كيني نائب دييل.
- 25 أبريل – بريان كوين نائب دييل.
- 25 أبريل – بيرتي أهرن نائب دييل.
- 25 أبريل – جون بروتون نائب دييل.
- 25 أبريل – سيل دي فاليرا نائب دييل.
- 25 أبريل – شون هوهي نائب دييل.
- 25 أبريل – شيموس باتيسون نائب دييل،رئيس مجلس دويل أيرن [الإنجليزية]‏.
- 25 أبريل – فرانسيس فيتزجيرالد نائب دييل.
- 25 أبريل – ماري هارني نائب دييل.
- 25 أبريل – مايكل دانييل هيجينز نائب دييل.
- 25 أبريل – مايكل سميث نائب دييل.
- 25 أبريل – مايكل كينيدي نائب دييل.
- 25 أبريل – نويل أهيرن نائب دييل.

## أفلام
من الأفلام التي صدرت هذه السنة في جمهورية أيرلندا:
- 1 يناير – راهبات مجدلين من إخراج بيتر مولان.
- 1 يناير – كونت مونتي كريستو من إخراج كيفن رينولدز.

## كتب
من الكتب التي صدرت هذه السنة في جمهورية أيرلندا:
- 1 يناير – وقوع الخطأ من البداية من تأليف كيران إيجان.

## وفيات

### أكتوبر
- 25 أكتوبر – ريتشارد هاريس (مواليد 1930)[1]